# Im Morgengrauen ist es noch still
Im Morgengrauen ist es noch still ist ein sowjetischer Antikriegsfilm, der 1972 nach der gleichnamigen Powest (Kurzgeschichte) von Boris Wassiljew (1969) entstand. Er besteht aus den zwei Teilen Im Hinterland und Gefecht von lokaler Bedeutung.

## Handlung
Der Film spielt 1942 während des Großen Vaterländischen Krieges in Karelien. In Rückblenden werden während der gesamten Handlung Erinnerungen der Protagonisten als Traumsequenzen gezeigt.

### Teil 1
Dem Starschina Waskow, der eine Flakeinheit befehligt, wird eine Gruppe kriegsfreiwilliger junger Frauen zugeteilt. Bei einem Luftangriff gelingt ihnen der Abschuss eines feindlichen Flugzeugs. Im geborgenen Kartenmaterial finden sich Hinweise auf mögliche Angriffspläne der Deutschen. Später beobachtet Untersergeantin Osjanina zufällig zwei deutsche Fallschirmjäger, die Sprengmaterial durch den Wald transportieren. Waskow wählt fünf Mädchen aus, die ihn bei der Gefangennahme der beiden feindlichen Soldaten unterstützen sollen, und macht sich mit ihnen auf den Weg in die Wälder. Mit einem Marsch durch ausgedehnte Sümpfe kürzt die kleine Einheit den vermuteten Weg der Deutschen ab und bezieht eine Lauerposition auf einer Hügelkette.

### Teil 2
Es stellt sich jedoch bald heraus, dass nicht zwei, sondern sechzehn schwer bewaffnete deutsche Soldaten abgesprungen sind, deren vermeintliches Ziel die Murmanbahn am Weißmeer-Ostsee-Kanal ist. Mit Ablenkungsmanövern kann die Einheit den Gegner eine Weile aufhalten, während Waskow eine Soldatin zur Garnison zurückschickt, um Verstärkung anzufordern. Doch schon bald muss die Gruppe den ungleichen Kampf aufnehmen. Die jungen Frauen haben wenig bis keine Kampferfahrung. Eine nach der anderen kommt um. Als einziger überlebt Waskow, der – schwer verwundet – die letzten drei deutschen Soldaten, die sich in einer Waldhütte verschanzt haben, gefangen nimmt.
Nach ungefähr 30 Jahren besucht Waskow, zusammen mit seinem Adoptivsohn, den Ort der Geschehnisse und errichtet eine Gedenktafel für die gefallenen Frauen. Dabei treffen sie auf eine Gruppe von sorglosen Jugendlichen.

## Entstehungsgeschichte
Die literarische Vorlage, die gleichnamige Erzählung, wurde 1969 in der Literaturzeitschrift Junost veröffentlicht. 1971 wurde sie im Taganka-Theater in Moskau als Theaterstück inszeniert. Die Filmaufnahmen fanden 1972 in Karelien – unter anderem im Dorf Sjargilachta – sowie in den Studios der Mosfilm statt.
Wassiljef verarbeitete – im Buch und Drehbuch gleichermaßen – Eindrücke aus seinem eigenen Kriegserleben als 17-jähriger Soldat mit selbstlos kämpfenden Mädchen an seiner Seite. Vorbilder für die Figur des Waskow sind ein Feuerwehrmann aus Kindertagen, der sein Leben bei einer Rettungstat ließ, und ein unbekannter Unteroffizier im Krieg, der den fast erfrorenen Wassiljef zehn Kilometer weit schleppte.

## Künstlerische Mittel
Die Haupthandlung ist schwarz-weiß gedreht, die Rückblenden und die später spielenden Szenen in Farbe. Als Filmmusik wird unter anderem Dmitri Schostakowitschs Walzer Nr. 2 aus der Suite für Varieté-Orchester verwendet.

## Kritiken
Lexikon des internationalen Films: „Das Heldenlied auf die Frau in der Sowjetarmee; menschlich ansprechend und von Thema und Aussage her interessant.“

## Preise
- 1972: Gedenkpreis der Internationalen Filmfestspiele von Venedig
- 1973: Oscar-Nominierung in der Kategorie „Bester fremdsprachiger Film“
- 1973: 1. Preis des Allunionskinofestivals in Alma-Ata